# Ted Daniel
Ted Daniel (* 4. Juni 1943 in Ossining, New York) ist ein US-amerikanischer Jazzmusiker (Trompete, Flügelhorn, Waldhorn, Clairon, Flöte).

## Leben und Wirken
Daniel lernte bereits auf der Elementary School Trompete; ein frühes Vorbild war die Musik von Clifford Brown. Seine professionelle Karriere als Musiker begann er mit lokalen Auftritten mit seinem Freund Sonny Sharrock. Er studierte kurz an der Berklee School of Music und an der Southern Illinois University, bevor er zur US-Armee ging und 1966 in Vietnam diente. Nach seiner Entlassung setzte er seine Studien am Central State College in Ohio fort, u. a. bei Makanda Ken McIntyre. Nach seiner Rückkehr nach New Nork erwarb er am City College of New York den Bachelor in Musiktheorie und Komposition. Erste Aufnahmen entstanden 1969 während des Studiums mit Sonny Sharrock (Black Woman). Für das Embryo-Label von Herbie Mann nahm er mit seinem Bruder Richard Daniel das Album Brute Force auf.
Ab den 1970er Jahren arbeitete Daniel in Loftszene der Lower East Side u. a. mit Byard Lancaster, Dave Burrell, Archie Shepp, Richard Dunbar, Dewey Redman (Ear of the Behearer, 1974), Marty Cook, Andrew Cyrille (Wildflowers 1976, Metamusician's Stomp, 1978), Khan Jamal, Sam Rivers, Julius Hemphill, Billy Bang und Luther Thomas (Don't Tell! 2007). In den 1970ern leitete er das Bigband-Projekt Energy, u. a. mit Kappo Umezu und Mary Anne Driscoll. Daneben hielt er Workshops am Amherst College, Bennington College, Williams College und an der Hōsei-Universität in Tokio. Unter eigenem Namen legte er in den 1970er Jahren drei Alben vor, The Ted Daniel Sextet (Ujamaa), Tapestry (Sun) und In the Beginning (Altura), u. a. mit Oliver Lake, Arthur Blythe, Charles Tyler und David Murray.
In den 1980er und 1990er Jahren trat er nur gelegentlich auf und war als Sozialarbeiter und Psychotherapeut tätig. 1982 nahm er mit Andrew Cyrille auf (The Navigator); in dieser Zeit begann seine Zusammenarbeit mit Henry Threadgill, in dessen Bigband und Sextett er spielte (Song Out of My Trees 1994). Des Weiteren begleitete er Abiodun Oyewole und die Last Poets. In den 2000er Jahren arbeitete er mit dem Trio International Brass and Membrane Corporation (u. a. mit Charles Burnham, Newman Taylor Baker und Howard Johnson), mit Charles Compos Formation The Phibes und im Duo mit Michael Marcus (Klarinette), mit dem er die Alben Duology (Boxholder) und Golden Atoms (Soul Note, 2008) einspielte.

## Diskographische Hinweise
- 1970 – Ted Daniel Sextett (Ujamaa) mit Otis Harris, Hakim Jami, Richard Pierce, Kenneth Hughes, Warren Benbow
- 1974 – Tapestry (Porter Records) mit Richard Daniel, Khan Jamal, Tim Ingles, Jerome Cooper
- 1975 – In the Beginning (Altura) mit Arthur Blythe, Oliver Lake, Kappo Umezu, Charles Tyler, Richard Pierce, Steve Reid, Tatsuya Nakamura, Richard Dunbar, Melvin Smith, Hassan Dawkins, Danny Carter, David Murray, Charles Stephens, Ahmed Abdullah
- 2009 – Ted Daniel Trio (The Loft Years) Volume One (Ujamaa) mit Richard Pierce, Tatsuya Nakamura